# 三浦虎雄

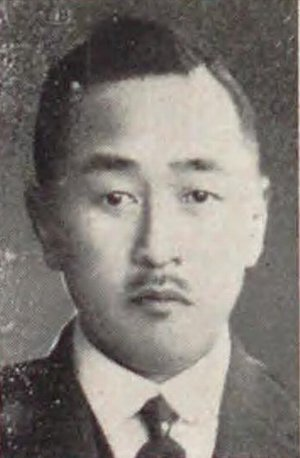
三浦虎雄

三浦 虎雄（みうら とらお、1883年（明治16年）5月19日 - 1957年（昭和32年）1月14日）は、日本の政治家、厚生政務次官。衆議院議員（立憲民政党→国民同盟→東方会）、延岡市長を歴任した。

## 経歴
宮崎県東臼杵郡恒富村（現在の延岡市）出身の軍医監・衆議院議員三浦得一郎の長男として生まれる。1901年（明治34年）福岡県立中学修猷館を経て、1909年（明治42年）京都帝国大学法科大学政治学科を卒業し、外務省嘱託を経て、1910年（明治43年）に海軍主計中尉に任官した。1925年（大正14年）、主計中佐で予備役となる。その間、日独戦争、シベリア出兵に従軍した。
1928年（昭和3年）、第16回衆議院議員総選挙に出馬し、当選。第21回まで5回当選を果たした。その間、1931年（昭和6年）には安達謙蔵らとともに民政党を離党して国民同盟結成に参加。阿部内閣で厚生政務次官を務め、1941年（昭和16年）から1946年（昭和21年）まで延岡市長を務めた。
戦後、大政翼賛会の推薦議員のため公職追放となり、追放解除後の1952年（昭和27年）から1956年（昭和31年）まで再度延岡市長を務めた。1956年（昭和31年）の第4回参議院議員通常選挙に全国区から自由民主党公認で立候補したが落選した。